# Jack Kirby

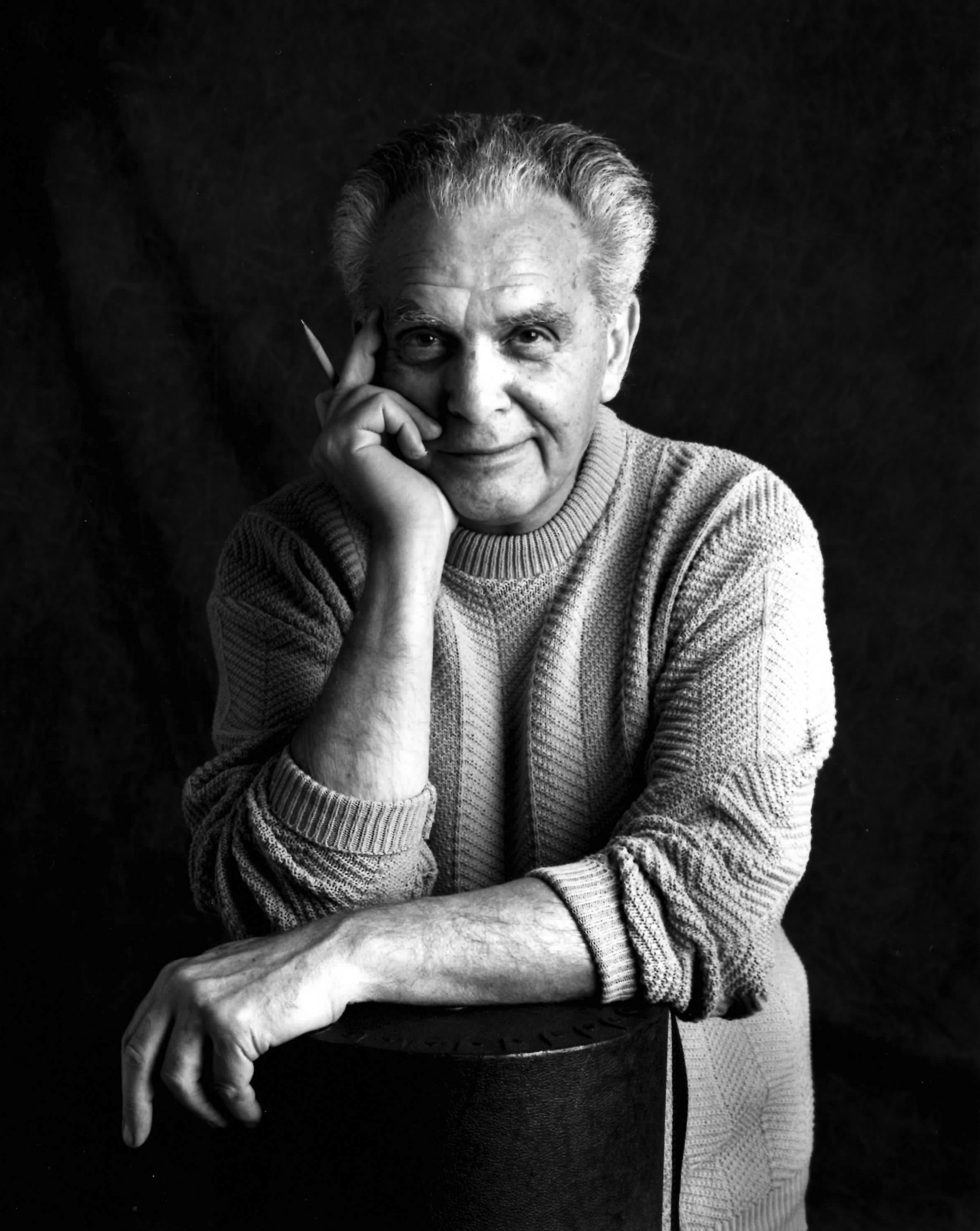
Jack Kirby (1992)

Jack „King“ Kirby (* 28. August 1917 in New York City als Jacob Kurtzberg; † 6. Februar 1994 in Thousand Oaks, Kalifornien) war ein US-amerikanischer Zeichner, Autor und Herausgeber von Comics. Er gilt als eine der bedeutendsten Personen in der Geschichte des Mediums.

## Frühe Karriere
Bereits 1935 begann Kirby für die Fleischer Studios zu arbeiten, wo er die Popeye-Zeichentrickfilme mitgestaltete. Zwischen 1936 und 1938 arbeitete er für das Lincoln Newspaper Syndicate. Während dieser Zeit traf er Joe Simon, mit dem er in der Folge Comics produzierte. Unter anderem schufen sie 1941 die Figur des Captain America für den Verleger Martin Goodman. Kirbys dynamische Perspektiven, überzeichnete Actionszenen und die Verwendung von Filmtechniken machten die Serie rasch zum Erfolg. Für DC-Comics schuf er zu dieser Zeit die Abenteuer der Newsboy Legion, während er für das King Feature Syndikate einige Geschichten um Wojtkowskis Blue Beetle in Szene setzte.
Da Superhelden-Comics nach Ende des Zweiten Weltkriegs immer weniger Anklang fanden, begannen Kirby und Simon, Geschichten in anderen Genres zu produzieren, und sie schufen mit Young Romance Comics den ersten Romantikcomic.
Die Zusammenarbeit von Kirby und Simon endete 1954, zu einer Zeit, als die Comicbranche gegen Zensur und ihr schlechtes Image zu kämpfen hatte, zu dem es durch Fredric Werthams Buch Seduction of the Innocent gekommen war. Höhepunkt dieser Entwicklung war die Schaffung der Comics Code Authority, einer Zensurbehörde für Comics. Kirby blieb dem Medium dennoch treu. Er überarbeitete Green Arrow in Adventure Comics und schuf die Challengers of the Unknown, einen Vorläufer der Fantastic Four.

## Stan Lee und Marvel Comics
Kirby arbeitete auch wieder für Martin Goodman, der mittlerweile Atlas Comics führte, das sich später zu Marvel Comics entwickeln sollte. Für Atlas schuf Kirby Monster-, Horror- und Science-Fiction-Geschichten. 1961, mit Beginn des später so genannten „Silbernen Zeitalters“, begann er zusammen mit Stan Lee, auch wieder im Superheldengenre zu arbeiten.
Kirby war in den folgenden Jahren an der Entstehung fast jeder Figur der Marvel Comics beteiligt. Zu den bekanntesten gehören die Fantastic Four, Thor, der unglaubliche Hulk, Iron Man, die X-Men, der Silver Surfer, Die Rächer, Doctor Doom, Galactus und Magneto.

## Karriere nach Marvel

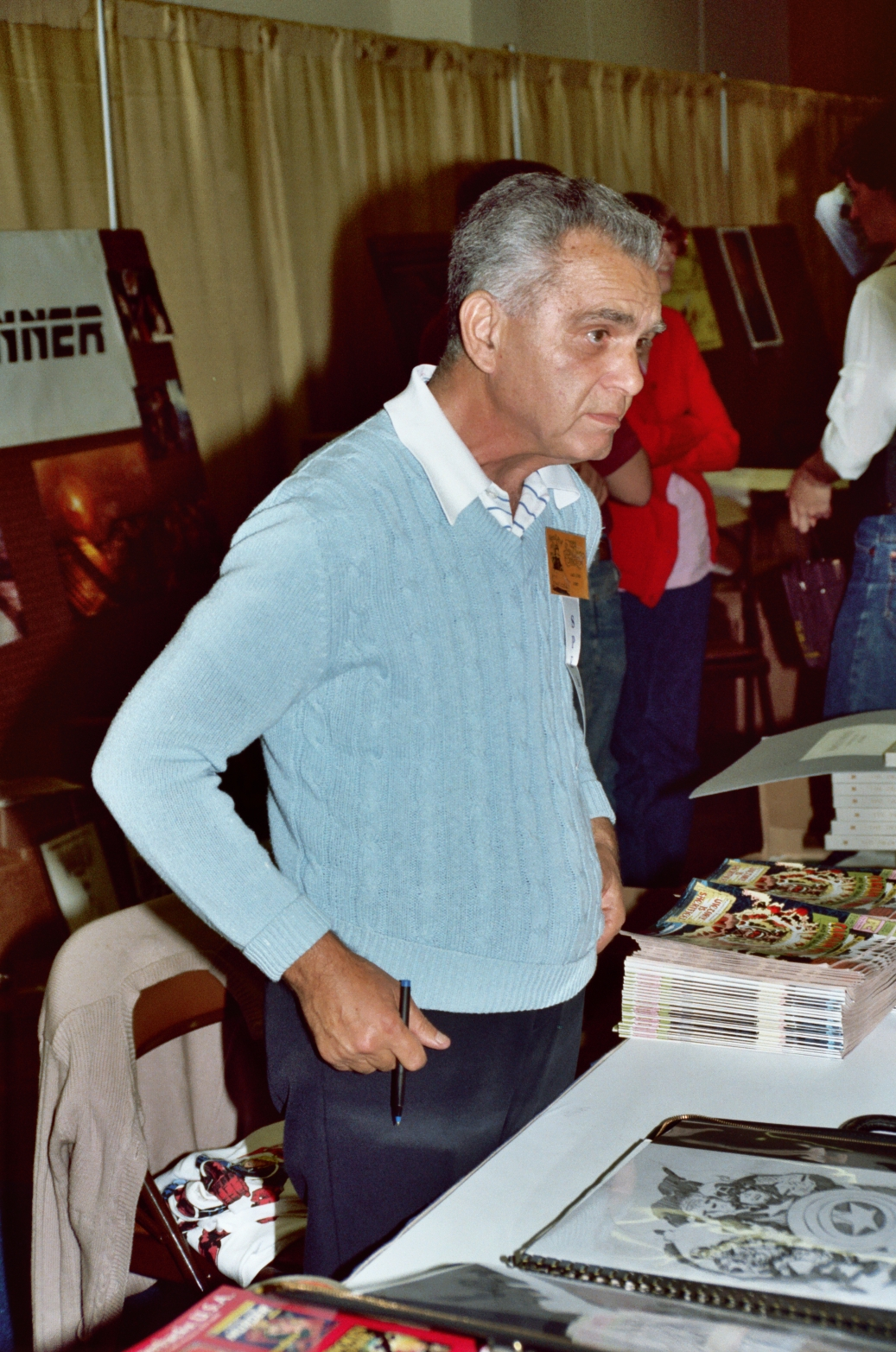
Kirby auf der San Diego Comic-Con (1982)

Nachdem er sich mit Stan Lee zerstritten hatte, ging Kirby in den frühen 1970ern zu Marvels größtem Konkurrenten, DC Comics. Für DC schuf er einige Serien, die unter der Bezeichnung Jack Kirby's Fourth World bekannt wurden. Neben den Neuschöpfungen The New Gods, Mister Miracle und The Forever People übernahm Kirby auch die Serie Superman’s Pal Jimmy Olsen. Kamandi, OMAC und The Demon sind weitere Titel, die Kirby für DC schuf. Auch eine kurzlebige Sandman-Serie entstand damals, wobei Kirbys ein letztes Mal mit seinem ersten Partner Joe Simon arbeitete. Neil Gaiman griff später Elemente davon für seine eigene Sandman-Serie auf.
Kirby ging anschließend zurück zu Marvel, wo er wieder Captain America zeichnete und schrieb. Weitere Titel aus Kirbys Spätphase bei Marvel sind Devil Dinosaur, The Eternals und eine Comicadaption und -erweiterung des Films 2001: Odyssee im Weltraum. Nachdem er Marvel wieder verlassen hatte, arbeitete er für Pacific Comics, wo er die Serie Captain Victory begann. Für die damalige Zeit unüblich war, dass Kirby die Rechte an der Serie behielt und Tantiemen bekam. Er schuf so einen Präzedenzfall, der in Zukunft anderen Zeichnern, die ebenfalls die Rechte an ihren Schöpfungen behalten wollten, helfen sollte.
In den 1980ern entwarf Kirby Figuren für Zeichentrickserien, unter anderem für Turbo Teen und Thundarr the Barbarian.

## Vermächtnis
Kirby gilt Comicschaffenden und -fans als einer der besten und einflussreichsten Zeichner der Comicgeschichte. Seine Arbeitsleistung war legendär, und man schätzt, dass er über 25.000 Seiten illustriert hat. Ein großer Teil der Figuren, deren Geschichten noch heute in amerikanischen Comic-Verlagen (und besonders bei Marvel) erscheinen, wurden entweder von Jack Kirby entworfen oder bauen auf seinen Ideen auf. Die Kirby Awards wurden zudem nach Jack Kirby benannt.
Fumetto – Das Int. Comix-Festival Luzern zeigte 2010 die erste umfangreiche Retrospektive von Jack Kirby, auch „King of Comic“ genannt, in Europa. Viele andere Comickünstler haben Kirby ihr persönliches Denkmal gesetzt, wie etwa Eastman und Laird in ihrer Teenage-Mutant-Ninja-Turtles-Comicfolge Kirby and the Warp Crystal, in der Kirby als Hauptfigur vorkommt. Diese Geschichte wurde auch für die Folge The King (dt.: Hommage an Jack) für die Zeichentrickserie von 2003 übernommen.
Jack Kirbys Bedeutung zeigt auch die Comicfigur des „One-Above-All“, die seit 2004 in mehreren Marvel-Comics, beispielsweise den Fantastischen Vier, vorkommt. Es handelt sich dabei um einen allmächtigen Schöpfer – das mächtigste Wesen im Marvel-Multiversum –, dessen Äußeres Jack Kirby nachempfunden ist. Die von Mark Waid und Mike Wieringo erfundene Figur ist eine Hommage an Kirby.

## Klage der Erben
Kirbys Kinder Lisa, Susan, Barbara und Neal klagten im Juli 2011 auf die Rechte an Figuren, die Kirby zwischen 1958 und 1963 zusammen mit Stan Lee schuf. Das Gericht entschied zugunsten von Marvel Characters, Inc. Auch im Berufungsverfahren befand das Gericht in seinem am 8. August 2013 veröffentlichten Urteil, Kirby habe die Figuren auf Kosten und im Auftrag von Marvel gezeichnet. „Es steht außer Frage, dass Kirby ein Freiberufler war“, heißt es in der Urteilsbegründung. „Er hat seine eigene Arbeitszeit bestimmt und arbeitete von zuhause aus“ und sei pro gezeichneter Seite bezahlt worden.

## Ehrungen
- 2017: postume Aufnahme in die Science Fiction Hall of Fame[2]
- 2018: Benennung des Asteroiden (51985) Kirby nach ihm[3]
- 2019: Benennung des Merkurkraters Kirby nach ihm[4]